# Ajanta Caves
Ajanta hulerne i den indiske delstat Maharashtra er 30 svært tilgængelige klippehuler udhugget i klipperne omkring en hesteskoformet bugtning på floden Waghur ved landsbyen Ajintha og godt 100 km fra den større by Aurangabad. Hulerne, der er rigt udsmykket med vægmalerier og skulpturer, er fra det 2. årh. e.Kr. og de næste århundreder anses som mesterværker inden for buddhistisk arkitektur og kunst, og hulerne har siden 1983 været på UNESCO's liste over Verdens Kulturarv.
Komplekset omfatter 30 hule-templer og -klostre, hvoraf den seneste hule først blev afdækket i 1956.
Hulerne, der ligger fra 10 til 40 meter over flodlejet, menes at være bygget i tre faser. De ældste i det 2.-3. årh., de næste i det 5.-6. årh. og den 3. fra det 7. årh. Skønt nyere forskning sår tvivl om dele af denne periodisering, er der enighed om deres anvendelse som åndeligt og filosofisk uddannelsessted samt refugium for åndelig fordybelse.
Ajanta hulerne blev gravet ud fra loftet og til gulvet, en teknik, der ofte bruges i Indien. De 30 udelukkende buddhistiske huler falder i to kategorier, den første blev brugt som tilflugtssted for munke i regntiden, og de følgende tjente snarere som møde- og bønnerum. Efter alder er hulerne klassificeret i tre grupper: 1) konstruktionen af de ældste stammer fra det 2. århundrede og det 1. århundrede f.Kr., 2) den anden gruppe fra det 3. til slutningen af det 5. århundrede og 3) den tredje fra slutningen af det 6. til slutningen af det 8. århundrede.
De fleste af hulernes indvendige vægge er dækket med fresker af forskellig kvalitet. Ingen af disse malerier er dateret, men analysen af mønstret giver os mulighed for at en ret præcis idé om deres dannelsesperiode med mulighed for at klassificere dem kronologisk. Da de blev fundet i 1819 var de i god stand, men er siden stærkt forringet, især på grund af masseturismen.
Ajanta var et kloster- og universitetscenter. Den rejsende munk Xuanzang fortæller, at Dignâga, den berømte buddhistiske filosof og, forfatter af berømte bøger om logik, boede der. På højdepunktet kunne det tilbyde indkvartering af flere hundrede mennesker, inklusive lærere og studerende.
En farverig scene fra et af Buddhas tidligere liv er afbildet på væggen i en hule: kong Mahajanaka tager, efter at have opgivet sine jordiske goder, et rituelt bad, inden han tager sin munkekåbe på. Farvernes rigdom, formenes fleksibilitet og den spirituelle varme fra Ajanta-vægmalerier har haft indflydelse på kunsten i templer i hele Indien og Sydøstasien gennem det næste årtusinde.
En af tidens mest kendte rejsende, den kinesiske buddhistiske munk og pilgrim Hsuan Tsang (ca. 602-664), der rejste rundt i Indien i 17 år, omtaler flere steder de religionsfilosofiske studier i Ajanta.
Godt 100 km syd for Ajanta Caves findes en gruppe udhuggede klippetempler i nærheden af landsbyen Verul (Ellora Caves). De er lidt yngre end hulerne i Ajanta og er fra den periode, hvor buddhismen mistede sin dominerende position i Indien, mens Ajanta Caves er fra buddhismens glansperiode.